# Ingenue
Ingenue (fransk ingénue, afledt af det latinske ingenuus der betyder "naturlig" eller "naiv") er en uskyldig, naiv ung pige; bruges i teater- og filmverdenen som en betegnelse for tilsvarende rolle.

## Skuespillerinder der har spillet ingenuer
- Sarah Brightman
- Claire Danes
- Doris Day
- Judy Garland
- Johanne Luise Heiberg
- Vanessa Anne Hudgens
- Mary Martin
- Anna Nielsen
- Mary Pickford
- Debbie Reynolds
- Elisabeth Cathrine Amalie Rose
- Emmy Rossum
- Jane Seymour